# Chapelle de Travexin
L'église du Sacré-Cœur de Travexin , élevée en l'honneur du Sacré-Cœur représenté dans la niche centrale de l'abside, aujourd'hui chapelle, est située sur le territoire de Cornimont, commune française, au hameau de Travexin, département des Vosges en région Lorraine. 
Par une ordonnance du 18 mai 1833, la section de Travexin a en effet été rattachée à Cornimont. Travexin n’est donc plus une commune, mais un hameau. Cette ancienne commune était alors dotée d'une église. Travexin dépend de Cornimont qui relève du ban de Vagney,.

## Histoire
La première pierre fut bénie le 14 juin 1901, jour de la fête du Sacré Cœur par l’Abbé Marc qui était alors curé de Cornimont. Les travaux ont été achevés 6 janvier 1902. Ces travaux réalisés par une famille d’industriels du textile (Stéphanie Maurice, fille d’une famille de tisserands vosgiens).  Le plan a été établi par l'architecte Salmon et les travaux exécutés par l'entreprise Péduzzi.
Désacralisée, la chapelle devait être détruite, mais un entrepreneur nancéien l'a rachetée à l'évéché pour la restaurer en 2012,et lui donner une vocation artistique et culturelle. Un accord a été conclu selon lequel l’édifice devait être cédé en l’état, avec son contenu, y compris les statues.

## Architecture
L'église a été bâtie dans le style néo-roman sur le plan traditionnel des églises avec une nef centrale, deux bas côtés, un transept et une abside. Cette dernière est orientée plein nord, alors que l'abside d'une église est traditionnellement orientée vers l'Est.

## Les objets mobiliers et les orgues

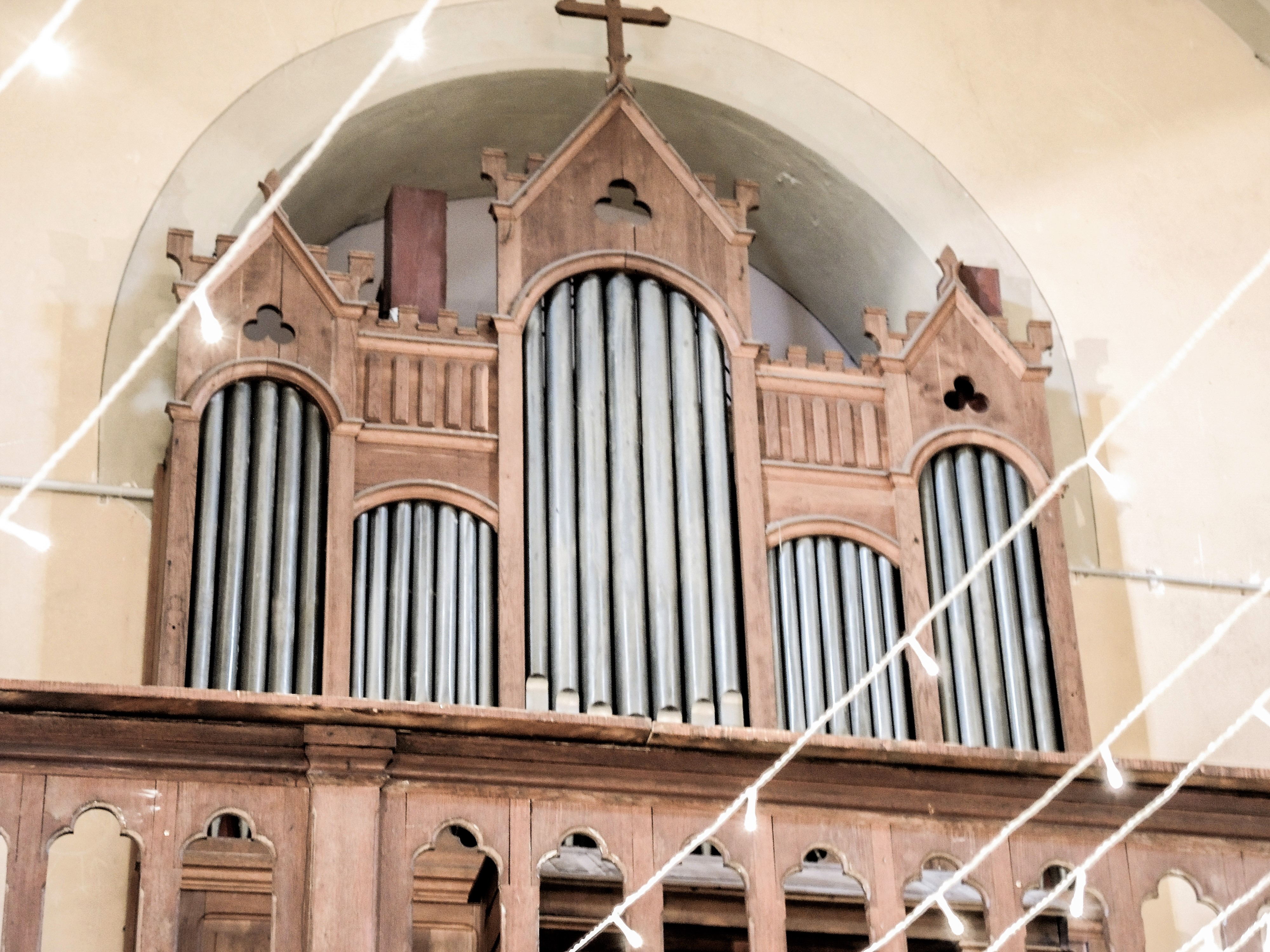
Orgue de 1925, de Joseph Voegtle.

La cloche de la chapelle continue de sonner les heures, maintenant cette tradition à laquelle tenaient les villageois attachés à leur patrimoine.
L'écrivain, Christian Montésimos, a souligné les thèmes très intéressants et la particularité du mobilier de la chapelle et notamment de la statuaire : À gauche se tiennent les défenseurs. À droite les statues évoquent la sérénité et la protection que l'église accorde à sa fille aînée.
L'orgue de 1925, sur tribune au-dessus de l'entrée de la nef,, est de Joseph Voegtlé,.

## Réutilisation artistique et culturelle de la chapelle
Depuis le sauvetage de ce patrimoine, avec le soutien actif de "l'Association des amis de la chapelle de Travexin à Cornimont",, la chapelle accueille des expositions artistiques et culturelles,.
L'objet de l'association est en effet de faire connaître l’histoire de la chapelle de Travexin, assurer les relations avec les collectivités publiques, être le portail d’entrée à toutes demandes d’utilisation, publique ou privée, individuelle ou collective, gratuite ou onéreuse de la chapelle, promouvoir la chapelle par des animations événementielles diverses et variées, des activités artistiques et des spectacles, assurer la promotion des loisirs, de la culture et de la gastronomie, participer par ses actions, au financement des travaux de remise en état et d’entretien de la chapelle.

## Galerie d'images

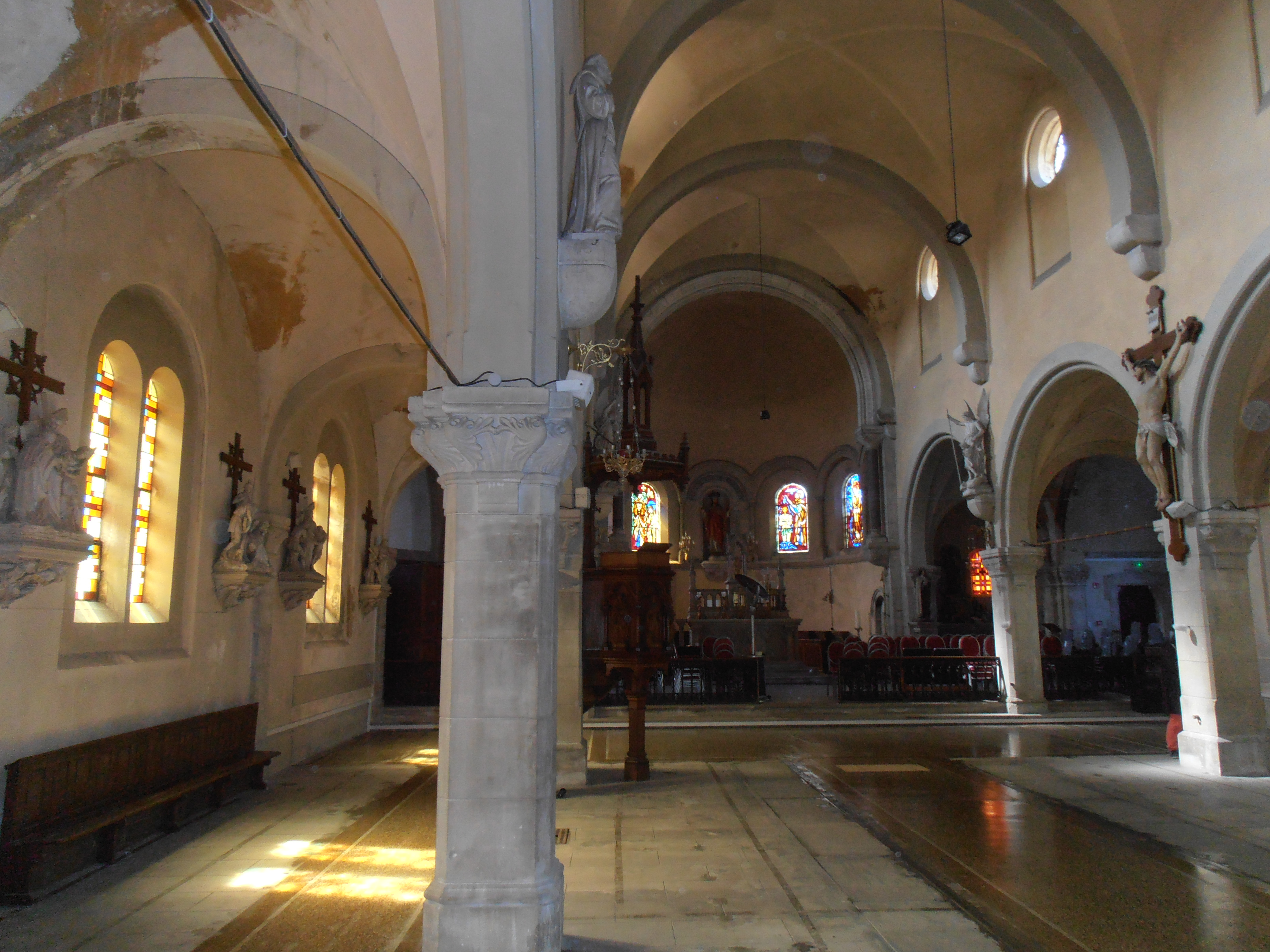
Intérieur de la chapelle de Travexin.
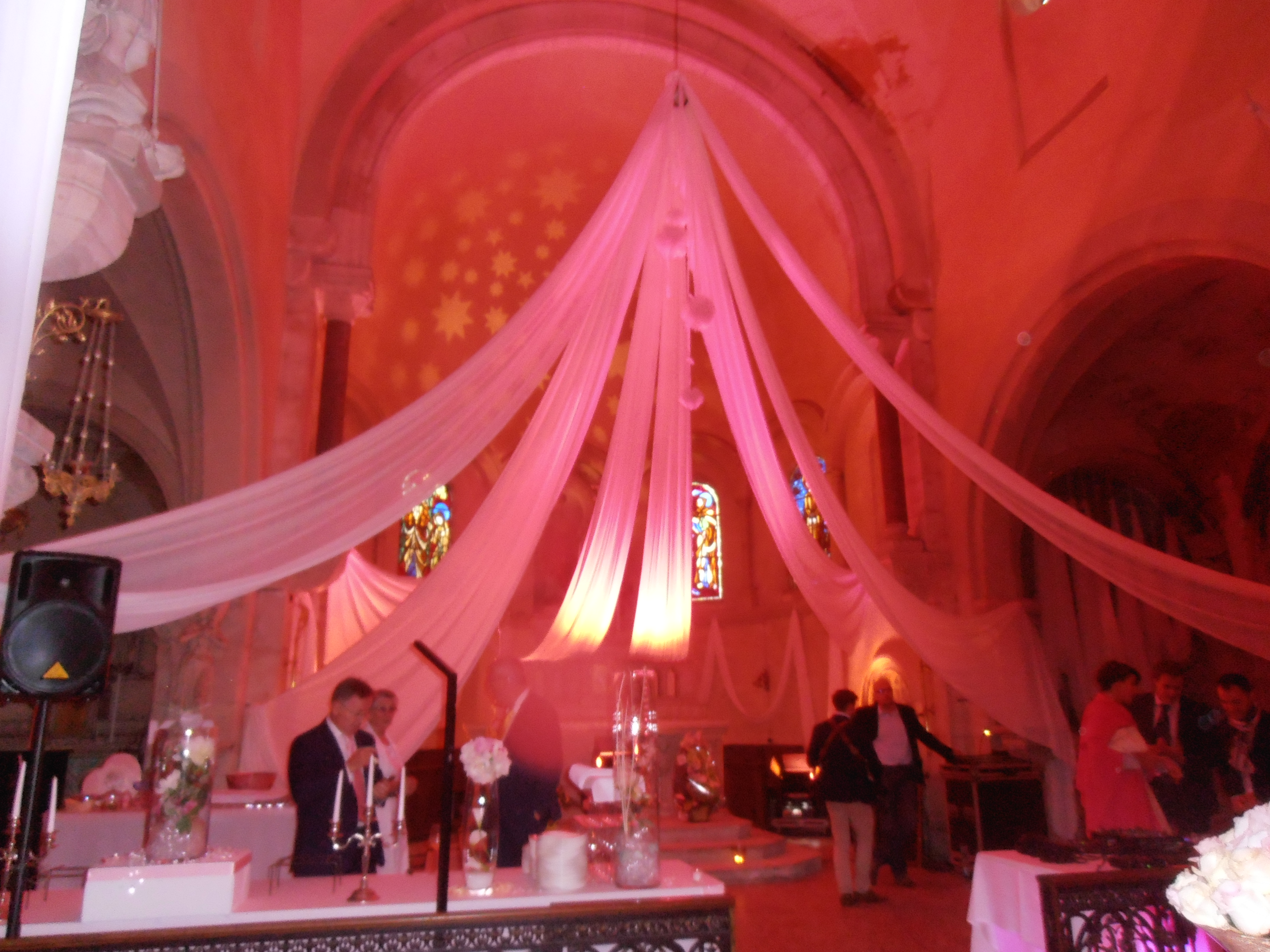
Décor de la chapelle pour un repas de mariage.
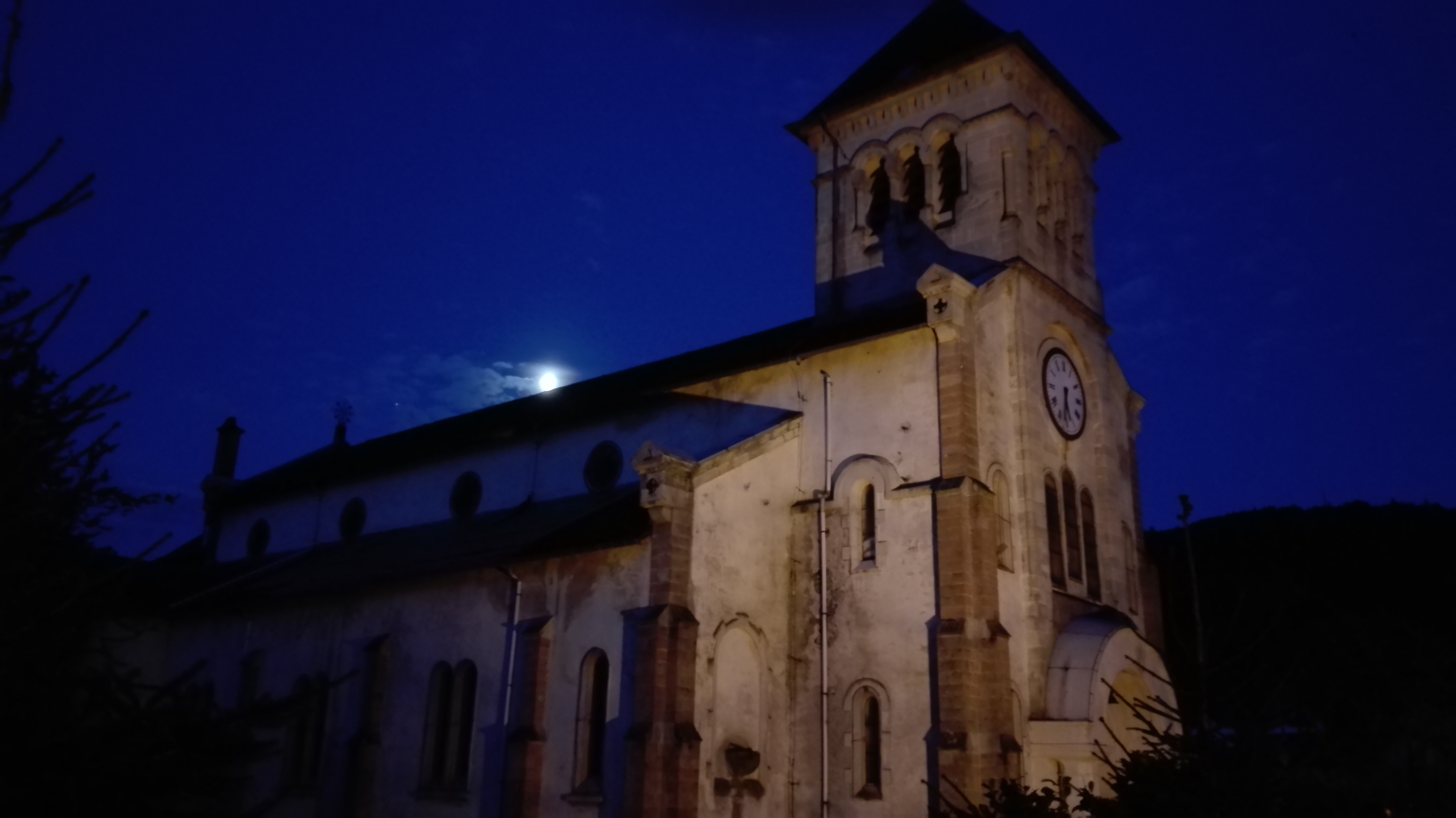
Chapelle de Travexin de nuit.